# Brankovanski slog
Brankovanski slog (romunsko artă brâncovenească), znan tudi kot vlaška renesansa ali romunska renesansa, je umetniški in arhitekturni slog, ki se je razvil med vladanjem kneza Constantina Brâncoveanuja v poznem 17. in zgodnjem 18. stoletju. Bil je upravitelj kneževine Vlaške (med letoma 1688 in 1714) pod nadrejenimi vladami osmanskega cesarstva, izredno bogat aristokrat in graditelj lepih palač in cerkva. 

## Opis
Slog oblikovanja se je razvil v Vlaški, v današnjem južnem delu Romunije. Je sinteza med bizantinsko, osmansko, pozno renesančno in baročno arhitekturo. Prav tako je bil edinstven hibrid romanskih ortodoksnih krščanskih slogov s prevladujočo islamsko arhitekturo osmanskega cesarstva, v katerem je bila Vlaška sestavni del. Najuspešnejši in najlepši ohranjen zgled brankovanske arhitekture je samostan v Horezu, ki je tudi na seznamu  Unescove svetovne dediščine, kjer naj bi imel grob Constantin Brâncoveanu.
Neobrankovanski slog
Brankovanski slog je navdihnil arhitekta Iona Mincuja in druge, da so v poznem 19. stoletju uvedli neobrankovski/ neoromunski arhitekturni slog.

## Arhitektura
Za slog je značilna izraznost arhitekturnih volumnov, ki so vidni na prostem, kot so kupole ali lože, ki dajejo fasadam slikovit videz. Tradicionalni niz okrasa z loki se še vedno uporablja, vendar se je bogato okrasje okvirjev, stebrov in balustrad izneverilo motivom, ki jih sestavljajo rastlinska stebla pod vplivom baroka. Delež postane tanjši in bolj usklajen, kaže se skrbnejša izdelava načrtov. Okrasje in prostori ter strukturirani stolpci zanikajo ogromne arhitekturne oblike; odprta veranda je na primer reprezentativni gradbeni element. Običajne so polcilindrične ali polkrožne kupole. Okras je mogoče izrezati iz kamna ali uporabiti kot relief v štuku. V dekoraciji kamna prevladujejo cvetlični motivi, v štuku so pogosto orientalski okraski.

## Zgledi
Stavbe v brankovanskem slogu:
- samostan Arnota
- samostan Brâncoveanu
- samostan Cozia
- samostan Govora[3]
- samostan v Horezu
- palača Potlogi[4]
- samostan Surpatele[5]
- samostan v Sinaii
- samostan Văcăreşti, porušen, freske rešene.

V Bukarešti:
- Cotrocenijeva palača
- cerkev Kretzulescu
- palača Mogoşoaia
- nova cerkev svetega Jurija
- samostan Stavropoleos